# Facultad de Ciencias Agronómicas de la Universidad de El Salvador

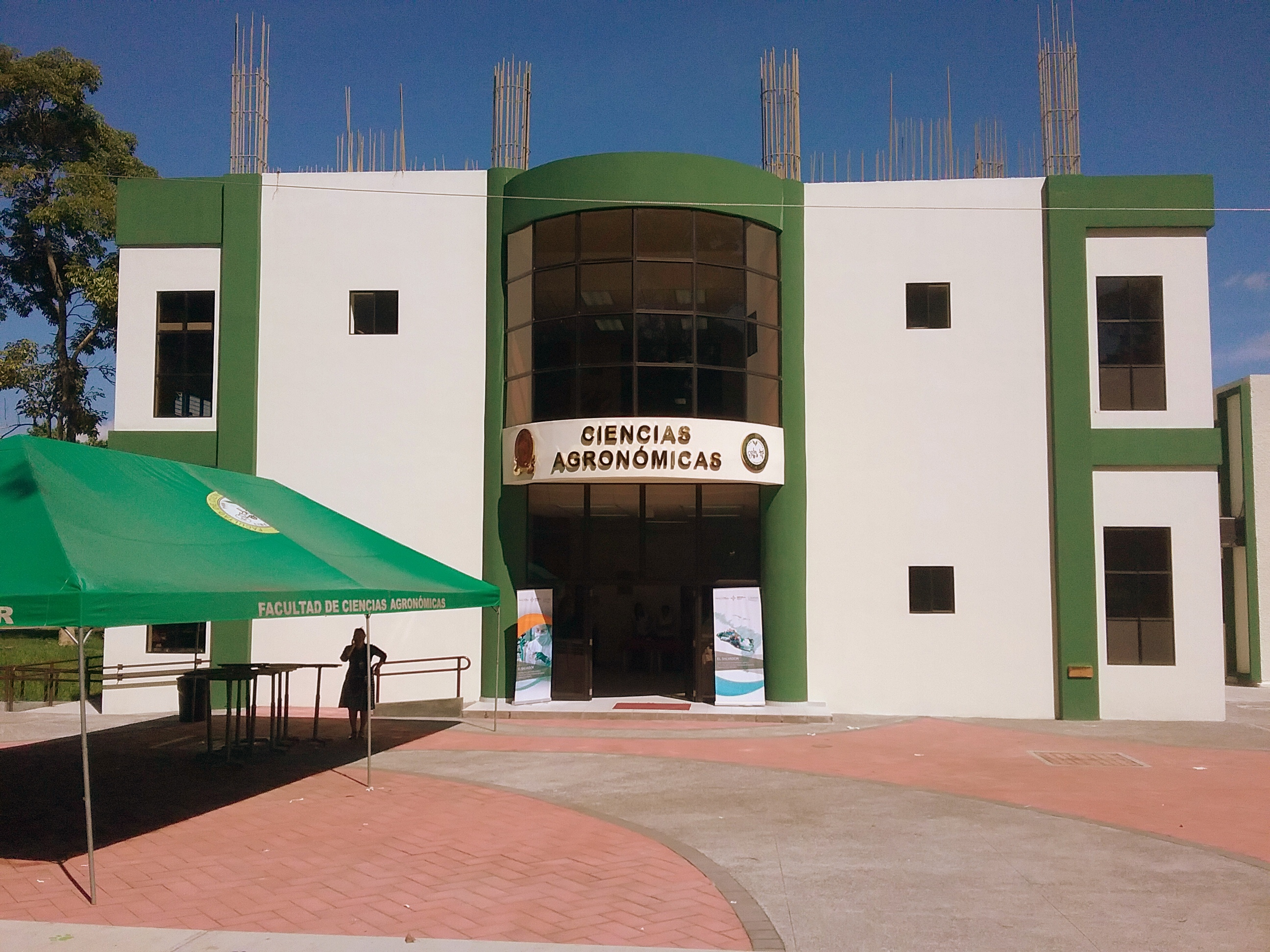
Edificio del auditorio de la Facultad.

La Facultad de Ciencias Agronómicas de la Universidad de El Salvador es una de las facultades más importantes de la institución de educación superior, con su sede en el campus central de la UES, además cuenta con una Estación Experimental y de Prácticas y Centro de Tecnología Agropecuaria, ubicados en San Luis Talpa, La Paz, al sur de la ciudad de San Salvador.

## Historia

### Fundación y primeros años
En el período de gestión del rector Fabio Castillo Figueroa (1963-1967) se llevó a cabo un amplio plan de reforma universitaria en los aspectos académico, docente, de planificación, de extensión universitaria y bienestar estudiantil, y de participación de ayuda internacional y privada. Esta reforma universitaria se hizo con el objetivo de incorporar a la UES al desarrollo nacional. Uno de los objetivos de esta reforma universitaria fue la creación de una entidad universitaria especializada en el campo de la agronomía. Así las cosas, el 21 de agosto de 1964 fue fundada la Facultad de Ciencias Agronómicas.
El primer decano de la Facultad de Ciencias Agronómicas fue el Ing. Salvador Enrique Jovel, quien ocupó el cargo en período comprendido de 1964 a 1968; mientras que los cargos de vicedecano y secretario fueron desempeñados, respectivamente, por el Ing. Víctor Gallo Parker y el Ing. Armando Alas López.
Inicialmente la Facultad de Ciencias Agronómicas estaba ubicada en un edificio de la Facultad de Ingeniería y Arquitectura en la Ciudad Universitaria. Después se construyó un edificio para ser ocupado exclusivamente por ella en el campus central de la UES.

### Creación de la Estación Experimental y de Prácticas
Las prácticas agrícolas se hacían en terrenos de amigos de los docentes. Posteriormente se hicieron las gestiones para tener su propio campo experimental. Y fue así que entre 1973 y 1974 se consiguió la autorización para la compra de un campo experimental para las prácticas en las materias agrícola y pecuaria, para lo cual, se nombró una comisión que evaluara las diferentes opciones que estuvieran disponibles en el mercado. Finalmente, la comisión optó por la compra de la hacienda “La Providencia”, de 143 manzanas de terreno en la localidad de San Luis Talpa, en el departamento de La Paz. La compra del inmueble fue aprobada por la Asamblea General Universitaria de la UES el día 29 de noviembre de 1974; pero la firma de la escritura de compraventa se llevó a cabo el 4 de diciembre de 1974. El 7 de enero de 1975 se creó la Comisión del Campo Experimental con el objetivo de redactar un documento base para la orientación científica de las actividades a desarrollar en dicho lugar. Después cambió su nombre original por Estación Experimental y de Prácticas.

## Fines
La Facultad de Ciencias Agronómicas procura capacitar a sus estudiantes «en las áreas agroalimentarias y el manejo sostenible de los recursos naturales y el medio ambiente, debido a que están a su disposición recursos que le permiten desarrollar todos los conocimientos teórico - prácticos indispensables para la mejor comprensión y manejo adecuado de todos los fenómenos científicos, industriales y técnicos involucrados.»

## Misión
«Formar profesionales con capacidad empresarial, críticos, creativos y solidarios, mediante la utilización de recursos técnicos y científicos apropiados para el desarrollo agropecuario y forestal con un enfoque de sostenibilidad»

## Visión
«Ser la Facultad rectora de la educación agrícola superior y consultora para el desarrollo sostenible del sector agropecuario y forestal en el ámbito nacional y regional»

## Organización
La Facultad de Ciencias Agronómicas está conformada por las siguientes unidades académicas:
- Departamento de Protección Vegetal

- Departamento de Fitotecnia

- Departamento de Recursos Naturales y Medio Ambiente

- Departamento de Desarrollo Rural

- Departamento de Química Agrícola

- Departamento de Zootecnia

- Unidad de Proyección Social

- Dirección de Investigación

## Recursos
La Facultad de Ciencias Agronómicas posee los siguientes recursos:
- Laboratorio de Protección Vegetal

- Laboratorio de Fitotecnia

- Laboratorio de Ingeniería Agrícola

- Laboratorio de Suelos y Química Agrícola

- Laboratorio de Cultivo de Tejidos

- Laboratorio de Investigación

- Unidad de Fitogenética

- Estación Experimental y de Prácticas en San Luis Talpa, La Paz

- Centro Tecnológico de Agricultura y Ganadería (CETAG)

- Biblioteca especializada

## Autoridades
Para el período 2023-2027, el MAECE. Nelson Bernabé Granados Alvarado fue elegido decano de la Facultad de Ciencias Agronómicas; mientras que la MVZ. Rosy Francis Alvarenga Artiga, fue elegida como vicedecana de la misma.

## Oferta académica
Carreras de pregrado:
- Licenciatura en Medicina Veterinaria y Zootecnia
- Ingeniería Agroindustrial
- Ingeniería Geológica
- Ingeniería Agronómica

Carreras de posgrado:
- Maestría en Ciencias en Agricultura Sostenible
- Maestría en Ciencias en Manejo de Cuencas Hidrográficas
- Maestría en Ciencias en Gestión Integral del Agua
- Maestría en Ciencias en Sistemas de Información Geográfica
- Maestría en Evaluación de Peligrosidades Naturales
- Doctorado en Biología Molecular